# Некит (Њамц)
Некит (рум. Nechit) насеље је у Румунији у округу Њамц у општини Борлешти. Oпштина се налази на надморској висини од 438 m.

## Становништво
Према подацима из 2002. године у насељу је живело 287 становника, од којих су сви румунске националности.